# مقاطعة ساراسوتا (فلوريدا)
مقاطعة ساراسوتا هي مقاطعة في فلوريدا، بلغ عدد سكانها 379٬448  نسمة، في 2010، عاصمتها ساراسوتا، فلوريدا، تبلغ مساحتها 1٬878 كيلومتر مربع.

## الموقع
تشترك في الحدود مع:
- مقاطعة ماناتي (فلوريدا)
- مقاطعة ديسوتو
- مقاطعة شارلوت (فلوريدا).

## التقسيمات الإدارية
- ساراسوتا، فلوريدا.